# ЛуАЗ-13021
ЛуАЗ-13021 — повнопривідний автомобіль виробництва Луцького автомобільного заводу, вантажна модифікація моделі ЛуАЗ-1302. 
Серійне виробництво автомобіля розпочалося 1991 року. Порівнюючи із базовою моделлю автомобіля збільшилась колісна база на 500 мм. Задня підвіска  модернізована, внаслідок чого були встановлені жорсткіші торсіони та важелі. Запасне колесо, яке у ЛуАЗ-1302 кріпилося на задньому відкидному бортику, у ЛуАЗ-13021 встановлене під вантажною платформою, з правого боку автомобіля. Зліва автомобіля, під вантажною платформою розміщений бензобак. Кабіна двомісна, під брезентовим верхом; тент для вантажної платформи не передбачався. Згідно випробовувань, автомобіль не дуже придатний для транспортування причіпу.
У 1997–1998 роки деяка кількість автомобілів була зібрана російською фірмою "Валетта", цехи якої знаходились у Московській області. Та у зв'язку із кризою 1998 року, виробництво було закрите.